# Copa Centro-Americana de Voleibol Feminino de 2023
O Copa Centro-Americana de Voleibol Feminino de 2023 é a 22.ª edição deste torneio organizado bianualmente pela Associação de Federações Centro-Americanas de Voleibol (AFECAVOL). O torneio ocorreu entre os dias 6 e 13 de setembro, na cidade de Manágua, Nicarágua. As partidas ocorrem no Polideportivo Alexis Argüello.
A Seleção Costarriquenha conquistou seu 19 título ao vencer na última rodada a Honduras, que ficou com a medalha de prata por ser a segunda colocada na classificação geral. Completando o pódio a anfitriã Nicarágua obteve o bronze.A costarriquenha Marcela Araya foi premiada como melhor jogadora e também em sua função.

## Equipes participantes
O torneio contou com 7 países participantes.
| Equipe      | Última participação |
| ----------- | ------------------- |
| Nicarágua   | 2021                |
| Belize      | 2021                |
| Costa Rica  | 2021                |
| El Salvador | 2021                |
| Guatemala   | 2021                |
| Honduras    | 2021                |
| Panamá      | 2021                |

## Local das partidas
| Manágua, Nicarágua            |
| Polideportivo Alexis Argüello |
| ----------------------------- |
|                               |
| Capacidade: 8 500             |

## Formato da disputa
A disputa ocorreu sob o formato de torneio de pontos corridos, com jogos únicos entre todas as equipes participantes. Após as cinco rodadas, o título foi concedido à equipe que acumulou a maior pontuação.

## Critérios de classificação no grupo
1. Maior número de partidas ganhas.
2. Maior número de pontos obtidos, que são concedidos da seguinte forma:
  - Partida com resultado final 3–0: 5 pontos para o vencedor e 0 pontos para o perdedor.
  - Partida com resultado final 3–1: 4 pontos para o vencedor e 1 pontos para o perdedor.
  - Partida com resultado final 3–2: 3 pontos para o vencedor e 2 pontos para o perdedor.
3. Proporção entre pontos ganhos e pontos perdidos (razão de pontos).
4. Proporção entre os sets ganhos e os sets perdidos (razão de sets).
5. Se o empate persistir entre duas equipes, a prioridade é dada à equipe que venceu a última partida entre as equipes envolvidas.
6. Se o empate persistir entre três equipes ou mais, uma nova classificação será feita levando-se em conta apenas as partidas entre as equipes envolvidas.

## Resultados

### Classificação
|     |             |     | Jogos | Jogos | Jogos | Resultados | Resultados | Resultados | Resultados | Resultados | Resultados | Sets | Sets | Sets  | Pontos | Pontos | Pontos |
| Pos | Equipe      | Pts | T     | V     | D     | 3–0        | 3–1        | 3–2        | 2–3        | 1–3        | 0–3        | V    | P    | R     | V      | P      | R      |
| --- | ----------- | --- | ----- | ----- | ----- | ---------- | ---------- | ---------- | ---------- | ---------- | ---------- | ---- | ---- | ----- | ------ | ------ | ------ |
| 1   | Costa Rica  | 27  | 6     | 6     | 0     | 3          | 3          | 0          | 0          | 0          | 0          | 18   | 3    | 6.000 | 515    | 416    | 1.238  |
| 2   | Honduras    | 21  | 6     | 5     | 1     | 2          | 1          | 2          | 0          | 1          | 0          | 16   | 8    | 2.000 | 530    | 504    | 1.052  |
| 3   | Nicarágua   | 21  | 6     | 4     | 2     | 3          | 0          | 1          | 1          | 1          | 0          | 15   | 8    | 1.875 | 517    | 445    | 1.162  |
| 4   | El Salvador | 16  | 6     | 3     | 3     | 2          | 1          | 0          | 0          | 2          | 1          | 11   | 10   | 1.100 | 477    | 434    | 1.099  |
| 5   | Belize      | 12  | 6     | 2     | 4     | 2          | 0          | 0          | 1          | 0          | 3          | 8    | 12   | 0.667 | 417    | 466    | 0.895  |
| 6   | Guatemala   | 7   | 6     | 1     | 5     | 1          | 0          | 0          | 1          | 0          | 4          | 5    | 15   | 0.333 | 406    | 467    | 0.869  |
| 7   | Panamá      | 1   | 6     | 0     | 6     | 0          | 0          | 0          | 0          | 1          | 5          | 1    | 18   | 0.056 | 350    | 482    | 0.726  |

- As partidas seguem o horário local (UTC−6).

### Rodada 1
| Data  | Hora  |             | Placar |           | Set 1 | Set 2 | Set 3 | Set 4 | Set 5 | Total | Relatório |
| ----- | ----- | ----------- | ------ | --------- | ----- | ----- | ----- | ----- | ----- | ----- | --------- |
| 6 set | 13:00 | Costa Rica  | 3–0    | Belize    | 25–21 | 25–20 | 25–21 |       |       | 75–62 | Resultado |
| 6 set | 15:30 | El Salvador | 3–0    | Guatemala | 25–14 | 26–24 | 25–15 |       |       | 76–53 | Resultado |
| 6 set | 18:30 | Nicarágua   | 3–0    | Panamá    | 25–14 | 25–19 | 25–15 |       |       | 75–48 | Resultado |

### Rodada 2
| Data  | Hora  |            | Placar |             | Set 1 | Set 2 | Set 3 | Set 4 | Set 5 | Total | Relatório |
| ----- | ----- | ---------- | ------ | ----------- | ----- | ----- | ----- | ----- | ----- | ----- | --------- |
| 7 set | 13:30 | Belize     | 3–0    | Guatemala   | 25–20 | 25–22 | 25–22 |       |       | 75–64 | Resultado |
| 7 set | 16:00 | Honduras   | 3–1    | El Salvador | 19–25 | 25–18 | 25–16 | 25–23 |       | 94–82 | Resultado |
| 7 set | 18:30 | Costa Rica | 3–0    | Nicarágua   | 25–22 | 16–25 | 25–16 | 25–23 |       | 91–86 | Resultado |

### Rodada 3
| Data  | Hora  |             | Placar |            | Set 1 | Set 2 | Set 3 | Set 4 | Set 5 | Total  | Relatório |
| ----- | ----- | ----------- | ------ | ---------- | ----- | ----- | ----- | ----- | ----- | ------ | --------- |
| 8 set | 13:30 | Guatemala   | 0–3    | Honduras   | 11–25 | 23–25 | 19–25 |       |       | 53–75  | Resultado |
| 8 set | 16:00 | El Salvador | 1–3    | Costa Rica | 29–27 | 18–25 | 22–25 | 19–25 |       | 88–102 | Resultado |
| 8 set | 18:30 | Panamá      | 0–3    | Belize     | 19–25 | 26–28 | 21–25 |       |       | 66–78  | Resultado |

### Rodada 4
| Data  | Hora  |            | Placar |             | Set 1 | Set 2 | Set 3 | Set 4 | Set 5 | Total | Relatório |
| ----- | ----- | ---------- | ------ | ----------- | ----- | ----- | ----- | ----- | ----- | ----- | --------- |
| 9 set | 13:30 | Costa Rica | 3–0    | Guatemala   | 25–17 | 30–28 | 25–19 |       |       | 80–64 | Resultado |
| 9 set | 16:00 | Honduras   | 3–0    | Panamá      | 25–23 | 25–23 | 28–26 |       |       | 78–72 | Resultado |
| 9 set | 18:30 | Nicarágua  | 3–0    | El Salvador | 25–20 | 25–17 | 25–20 |       |       | 75–57 | Resultado |

### Rodada 5
| Data   | Hora  |           | Placar |            | Set 1 | Set 2 | Set 3 | Set 4 | Set 5 | Total   | Relatório |
| ------ | ----- | --------- | ------ | ---------- | ----- | ----- | ----- | ----- | ----- | ------- | --------- |
| 10 set | 13:30 | Panamá    | 0–3    | Costa Rica | 13–25 | 10–25 | 18–25 |       |       | 41–75   | Resultado |
| 10 set | 16:00 | Belize    | 2–3    | Honduras   | 23–25 | 25–22 | 25–23 | 22–25 | 5–15  | 100–110 | Resultado |
| 10 set | 18:30 | Guatemala | 2–3    | Nicarágua  | 25–18 | 20–25 | 25–17 | 14–25 | 11–15 | 95–100  | Resultado |

### Rodada 6
| Data   | Hora  |             | Placar |          | Set 1 | Set 2 | Set 3 | Set 4 | Set 5 | Total   | Relatório |
| ------ | ----- | ----------- | ------ | -------- | ----- | ----- | ----- | ----- | ----- | ------- | --------- |
| 11 set | 13:30 | El Salvador | 3–0    | Belize   | 25–16 | 25–18 | 25–14 |       |       | 75–48   | Resultado |
| 11 set | 16:00 | Guatemala   | 3–0    | Panamá   | 25–19 | 25–17 | 27–25 |       |       | 77–61   | Resultado |
| 11 set | 18:30 | Nicarágua   | 2–3    | Honduras | 25–16 | 23–25 | 23–25 | 25–19 | 9–15  | 105–100 | Resultado |

### Rodada 7
| Data   | Hora  |          | Placar |             | Set 1 | Set 2 | Set 3 | Set 4 | Set 5 | Total | Relatório |
| ------ | ----- | -------- | ------ | ----------- | ----- | ----- | ----- | ----- | ----- | ----- | --------- |
| 11 set | 13:30 | Panamá   | 1–3    | El Salvador | 8–25  | 19–25 | 26–24 | 9–25  |       | 62–99 | Resultado |
| 11 set | 16:00 | Honduras | 1–3    | Costa Rica  | 25–17 | 17–25 | 12–25 | 18–25 |       | 72–92 | Resultado |
| 11 set | 18:30 | Belize   | 0–3    | Nicarágua   | 17–25 | 13–25 | 24–26 |       |       | 54–76 | Resultado |

## Classificação final
| Posição | Equipe      |
| ------- | ----------- |
|         | Costa Rica  |
|         | Honduras    |
|         | Nicarágua   |
| 4       | El Salvador |
| 5       | Belize      |
| 6       | Guatemala   |
| 7       | Panamá      |

## Premiações
| Campeonato Sul-Americano de 2023 |
| Costa Rica                       |
| -------------------------------- |
| Costa Rica Campeão (19.º título) |

### Individuais
As atletas que se destacaram individualmente foram:
| - Most Valuable Player (MVP) Marcela Araya - Melhor levantadora Daniela Marisol Sánchez - Melhores ponteiras Marcela Araya Nelissa Ramírez | - Melhores centrais Ana Gabriela Marcelín Nissan Martínez - Melhor oposta Lolette Rodríguez - Melhor líbero María José Castro Rueda |

As jogadoras que se destacaram por fundamento:
| Maior pontuadora | Ana Gabriela Marcelín   | Honduras    |
| Melhor sacadora  | María Andrea Santa Cruz | Guatemala   |
| Melhor defensora | María José Castro Rueda | Costa Rica  |
| Melhor receptora | Carmen Patricia Chávez  | El Salvador |

## Ligação externa
- «Página oficial da AFECAVOL» (em espanhol)